# مجلس شورای ملی ولز
مجلس شورای ملی ولز(به ولزی: Cynulliad Cenedlaethol Cymru، انگلیسی: National Assembly for Wales) مجلسی قدرت سپار با اختیار تدوین قانون در کشور ولز است. مجلس شورای ملی ولز که عموماً از آن به عنوان مجلس ولز یاد می‌شود، دارای ۶۰ کرسی است که هم‌اکنون حزب کارگر این کشور با کسب ۳۰ کرسی، اکثریت مجلس را در اختیار دارد. مجلس ولز در طی تصویب قانون دولتی سال ۱۹۹۸ در این کشور بنیان نهاده شد.

## تاریخ
یک سال پس از فراخوان ملی به همه‌پرسی سال ۱۹۹۷، مجلس شورای ملی این کشور در سال ۱۹۹۸ میلادی تأسیس شود. این مجمع تا سال ۲۰۰۶ میلادی اختیار تغییر در قوانین اساسی را نداشت اما در طی تصویب قانون اساسی در همین سال قدرت این مجلس افزایش یافت. همچنین در طی رای مثبت به همه‌پرسی ۳ مارس ۲۰۱۱ در ولز، این مجلس این قدرت را به دست آورد که بدون درخواست و هماهنگی با پارلمان بریتانیا، توان قانون‌گذاری در ولز را داشته باشد.

## ترکیب مجلس
تا کنون ۴ دوره انتخابات مجلس در سال‌های ۱۹۹۹، ۲۰۰۳، ۲۰۰۷ و ۲۰۱۱ در ولز برگزار شده‌است که در این انتخابات همواره سه حزب محافظه کار، کارگر و پلاید کامری بیشترین کرسی را تصاحب کرده‌اند. پلاید کامری حزبی استقلال طلب است که حامی جدایی ولز از بریتانیا است. انتخابات بعدی مجلس ولز به دلیل برگزاری انتخابات پارلمان بریتانیا در سال ۲۰۱۵، با تأخیر یک ساله در سال ۲۰۱۶ برگزار خواهد شد.